# Tumulus auf der Île Beg Hamon

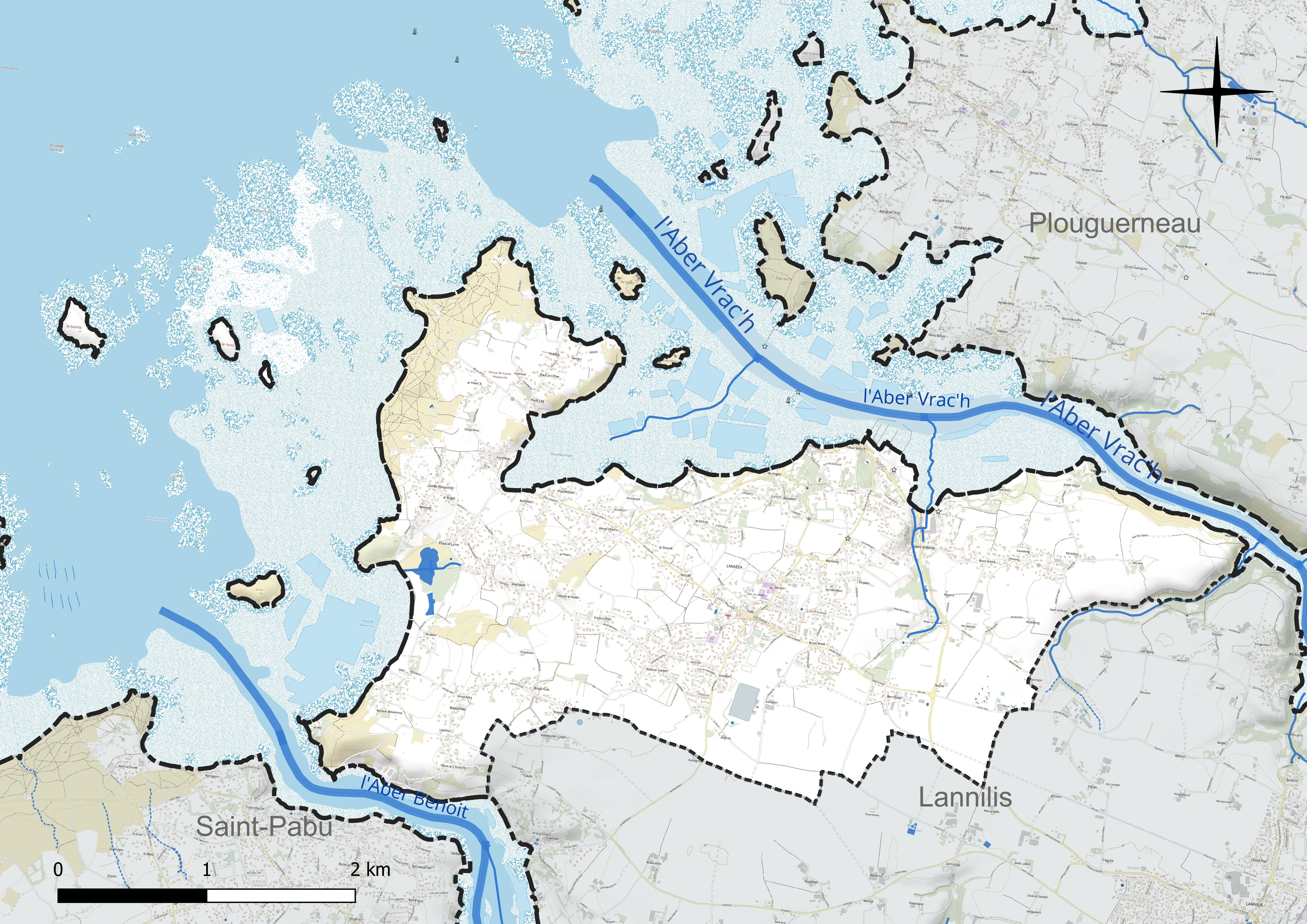
Halbinsel Sainte-Marguerite

Der Tumulus auf der l'Île Beg Hamon liegt westlich der Halbinsel Sainte Marguerite (französisch Presqu'ile Stainte-Marguerite) und westlich von Landéda im Département Finistère in der Bretagne in Frankreich.
Der Tumulus wurde von E. Morel entdeckt, der Skizzen seiner Untersuchung hinterlassen hat. Dank letzterer ist bekannt, dass sich der Zustand des Denkmals seit den 1920er Jahren kaum verändert hat. Es ist unmöglich, den vermutlich neolithischen kleinen, etwa 13,0 m langen und 7,0 m breiten, niedrigen Hügel genauer zu datieren.
Das Vorhandensein von drei Platten im Süden ist der einzig sichtbare Hinweis auf einen Dolmen.